# Radosław Klimek
Radosław Klimek (ur. 26 kwietnia 1982 w Warszawie) – polski pięcioboista, medalista mistrzostw Polski.

## Kariera sportowa
Był zawodnikiem CWKS Legia Warszawa. Jego największymi sukcesami w karierze było wicemistrzostwo Polski w 2001 i brązowy medal mistrzostw Polski w 2002. W 2002 reprezentował Polskę na mistrzostwach Europy, zajmując 32. miejsce indywidualnie i 4. miejsce drużynowo. Był także wicemistrzem Europy juniorów w sztafecie (2000) wicemistrzem Świata juniorów drużynowo (2001), mistrzem Europy juniorów w czwórboju drużynowo (2000), brązowym medalistą mistrzostw świata juniorów drużynowo w czwórboju (1999) i mistrzem Europy juniorów drużynowo w trójboju (1998).